# Fahlstrøms teater

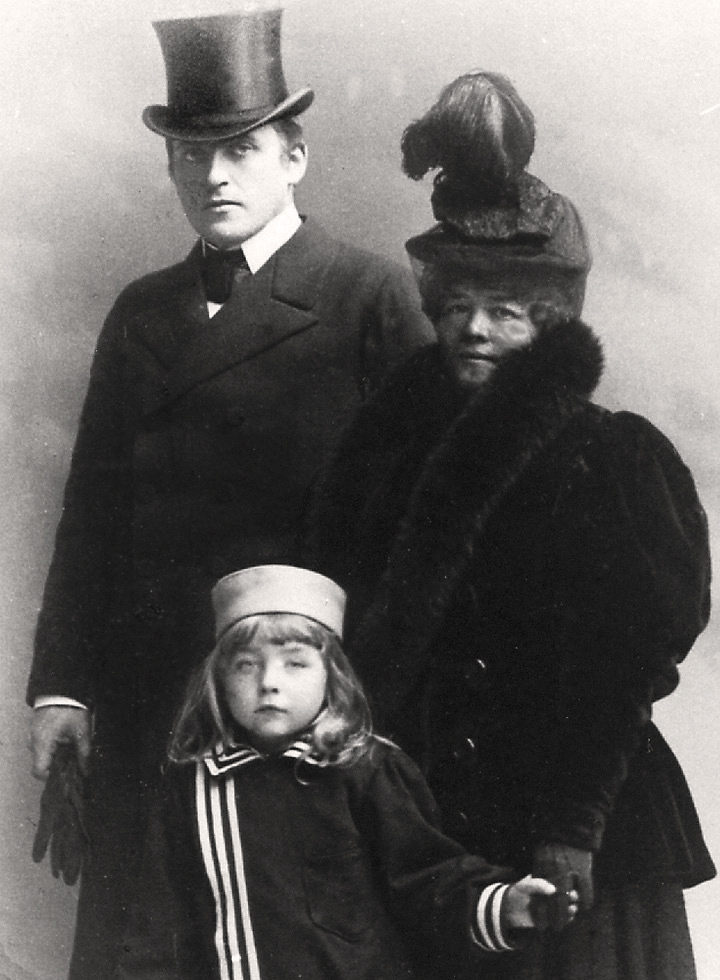
Johan och Alma Fahlstrøm tillsammans med sonen Arne. Familjebild från 1897.

Fahlstrøms teater var en teaterscen i Kristiania, nuvarande Oslo, i Norge, driven av skådespelarparet Johan och Alma Fahlstrøm. Teatern var verksam mellan åren 1903 och 1911 och var med sin duktiga personal och delvis ypperliga repertoar en stor betydelse för norsk scenkonst.